# Siverić
Siverić är en ort i Kroatien.   Den ligger i länet Šibenik-Knins län, i den södra delen av landet, 220 km söder om huvudstaden Zagreb. Siverić ligger 357 meter över havet och antalet invånare är 499.
Terrängen runt Siverić är huvudsakligen kuperad, men åt sydväst är den platt. Runt Siverić är det glesbefolkat, med 15 invånare per kvadratkilometer. Närmaste större samhälle är Knin, 17,8 km norr om Siverić. Trakten runt Siverić består till största delen av jordbruksmark.